# Luis Echeverría Álvarez, Gustavo Díaz Ordaz
Luis Echeverría Álvarez är en ort i Mexiko.   Den ligger i kommunen Gustavo Díaz Ordaz och delstaten Tamaulipas, i den centrala delen av landet, 700 km norr om huvudstaden Mexico City. Luis Echeverría Álvarez ligger 47 meter över havet och antalet invånare är 164.
Terrängen runt Luis Echeverría Álvarez är platt. Runt Luis Echeverría Álvarez är det ganska glesbefolkat, med 30 invånare per kvadratkilometer. Närmaste större samhälle är Ciudad Díaz Ordaz, 8,0 km norr om Luis Echeverría Álvarez. Trakten runt Luis Echeverría Álvarez består till största delen av jordbruksmark.